# Not a Moment Too Soon
Not a Moment Too Soon es el segundo álbum de estudio del cantante de música country estadounidense Tim McGraw. Lanzado el 22 de marzo de 1994 por la compañía discográfica independiente Curb Records. El álbum innovador de McGraw alcanzó el número 1 en la lista Top 200 Billboard y el número 1 en la lista Billboard Top Country Albums y permaneció durante 26 semanas consecutivas. Fue el álbum más vendido de Billboard en 1994. Para todos los géneros de ese año, estaba entre los cinco primeros. La Academia de la Música Country lo nombró Álbum del Año en 1994.
Se lanzaron cinco sencillos de este álbum: en orden de lanzamiento, fueron "Indian Outlaw", "Don't Take the Girl", "Down on the Farm", "Not a Moment Too Soon" y "Refried Dreams". Respectivamente, estos alcanzaron el No. 8, No. 1, No. 2, No. 1 y No. 5 en las listas Billboard Hot Country Songs; los dos primeros sencillos también fueron éxitos del Top 20 en el Billboard Hot 100.

## Lista de Canciones
| CD  |                                          |          |  |
| N.º | Título                                   | Duración |  |
| 1.  | «It Doesn't Get Any Countrier Than This» | 2:30     |  |
| 2.  | «Give It To Me Strait»                   | 2:46     |  |
| 3.  | «Wouldn't Want It Any Other Way»         | 3:50     |  |
| 4.  | «Down On The Farm»                       | 2:55     |  |
| 5.  | «Not A Moment Too Soon»                  | 3:46     |  |
| 6.  | «Indian Outlaw»                          | 3:01     |  |
| 7.  | «Refried Dreams»                         | 2:45     |  |
| 8.  | «Don't Take The Girl»                    | 4:09     |  |
| 9.  | «40 Days And 40 Nights»                  | 2:57     |  |
| 10. | «Ain't That Just Like A Dream»           | 3:23     |  |